# Stolarsky-Mittel
In der Mathematik ist der Stolarskysche Mittelwert oder kurz das Stolarsky-Mittel ein von Kenneth B. Stolarsky eingeführter Mittelwert, der das logarithmische Mittel verallgemeinert.
Für zwei Zahlen {\displaystyle x,y} und einen Parameter {\displaystyle p} ist das Stolarsky-Mittel definiert als
{\displaystyle S_{p}(x,y)\,=\,\lim _{(\xi ,\eta )\to (x,y)}\left({\frac {\xi ^{p}-\eta ^{p}}{p(\xi -\eta )}}\right)^{1 \over p-1}\,=\,{\begin{cases}x&{\mbox{falls }}x=y\\\left({\frac {x^{p}-y^{p}}{p(x-y)}}\right)^{1 \over p-1}&{\mbox{sonst}}\end{cases}}}
Dabei ist der Grenzwert über alle Paare {\displaystyle (\xi ,\eta )} mit {\displaystyle \xi \not =\eta } zu bilden. Im Falle {\displaystyle x=y} ist der Grenzwert die {\displaystyle {1 \over p-1}}-te Potenz des Differentialquotienten der Funktion {\displaystyle x\mapsto {\frac {x^{p}}{p}}} und stimmt daher tatsächlich, wie angegeben, mit {\displaystyle x} überein.

## Spezialfälle
Das Stolarsky-Mittel hat folgende Spezialfälle:
| {\displaystyle S_{-\infty }(x,y)}     | {\displaystyle \,={\text{min}}\{x,y\}}                                              | Minimum (Grenzwert!)                |
| {\displaystyle \,S_{-1}(x,y)}         | {\displaystyle ={\sqrt {xy}}}                                                       | Geometrisches Mittel                |
| {\displaystyle \,S_{0}(x,y)}          | {\displaystyle ={\frac {x-y}{\log x-\log y}}}                                       | Logarithmisches Mittel (Grenzwert!) |
| {\displaystyle S_{\frac {1}{2}}(x,y)} | {\displaystyle =\left({\frac {{\sqrt {x}}+{\sqrt {y}}}{2}}\right)^{2}}              | Hölder-Mittel mit 1/2               |
| {\displaystyle \,S_{1}(x,y)}          | {\displaystyle ={\frac {1}{e}}\left({\frac {y^{y}}{x^{x}}}\right)^{\frac {1}{y-x}}} | identric mean (Grenzwert!)          |
| {\displaystyle \,S_{2}(x,y)}          | {\displaystyle ={\frac {x+y}{2}}}                                                   | Arithmetisches Mittel               |
| {\displaystyle S_{\infty }(x,y)}      | {\displaystyle =\,{\text{max}}\{x,y\}}                                              | Maximum (Grenzwert!)                |

## Gewichtetes Stolarsky-Mittel
Das Stolarsky-Mittel lässt sich auch gewichten:
{\displaystyle S_{\omega _{1},\omega _{2}}(x,y)=\left({\frac {\omega _{2}\cdot (x^{\omega _{1}}-y^{\omega _{1}})}{\omega _{1}\cdot (x^{\omega _{2}}-y^{\omega _{2}})}}\right)^{\frac {1}{\omega _{1}-\omega _{2}}}}

## Referenzen
- Horst Alzer: Bestmögliche Abschätzungen für spezielle Mittelwerte. (PDF; 141 kB)
- Horst Alzer: Ungleichungen für Mittelwerte. In: Archiv der Mathematik, Vol. 47 (5), November 1986, springerlink.com
- Edward Neumann: Stolarski Means of Several Variables (PDF; 254 kB) In: Journal of Inequalities in Pure and Applied Mathematics, Vol. 6, 2(30), 2005.
- Thomas Riedel, Prasanna K. Sahoo: A characterization of the Stolarsky mean. In: Aequationes Mathematicae, 70, Nr. 1/2, Sept. 2005, springerlink.com